# Isla Natividad
Isla Natividad ist eine aride mexikanische Insel im Pazifischen Ozean 6 km vor Punta Eugenia an der nordwestlichen Landzunge des Bundesstaates Baja California Sur, davon getrennt durch den Canal de Deway, und 15 km südlich der Isla de Cedros. Die Insel ist kahl und hügelig.
Isla Natividad gehört zur Gemeinde Mulegé, ist 7,1 km lang und im Südosten maximal 2,9 km breit, und erreicht eine Höhe von 150 Metern im Zentrum. Sie ist 8,665 km² groß und zählte 302 Einwohner zur Volkszählung 2010, hauptsächlich Fischer auf Seeohren, Langusten, Hummer und Muscheln im Ort Natividad im Südosten. 200 m vor der Nordwestküste liegt das 7,4 ha große Felseiland Roca Maria. Im Inselnorden gibt es einen Leuchtturm, im Südosten das gleichnamige Dorf sowie eine Landepiste.
Insbesondere in den 1940er Jahren war auf Natividad der Abbau von Guano bedeutend. Heute gehört die Insel zum Biosphärenreservat El Vizcaíno. Sie gilt aber auch als gutes Surfrevier.